# Torneo Nacional de Fútbol de Bolívia
El Torneo Nacional de Futbol, fou un campionat futbolístic de Bolívia que enfrontava seleccions de ciutats i que es disputà a intervals irregulars.

## Historial
Font:
- 1926 Cochabamba
- 1927 Potosí
- 1928 Cochabamba
- 1929 Oruro
- 1931 Cochabamba
- 1936 Tarija i La Paz
- 1937 La Paz
- 1939 Cochabamba
- 1941 La Paz
- 1942 Sucre
- 1943 La Paz
- 1944 Sucre
- 1945 Cochabamba
- 1947 Cochabamba, Potosí i Pulacayo
- 1948 Cochabamba i La Paz
- 1950 La Paz
- 1952 Cochabamba
- 1954 La Paz
- 1959 Oruro

## Palmarès
- 8 títols: Cochabamba
- 7 títols: La Paz
- 2 títols: Oruro
- 2 títols: Potosí
- 2 títols: Sucre
- 1 títol: Pulacayo
- 1 títol: Tarija